# دينيس بلوندن
دينيس بلوندن هو عالم إنسان كندي، ولد في 1947.